# Glyceria occidentalis
Glyceria occidentalis là một loài thực vật có hoa trong họ Hòa thảo. Loài này được (Piper) J.C.Nelson mô tả khoa học đầu tiên năm 1919.